# Elvira, Mistress of the Dark
Elvira: Mistress of the Dark (prt: Elvira: Senhora das Trevas; bra: Elvira: A Rainha das Trevas) é um filme estadunidense do género comédia trash de humor negro, dirigido por James Signorelli e estrelado por Cassandra Peterson no papel de Elvira, famosa personagem gótica dos Estados Unidos, onde é considerada "sex-symbol".
No Brasil, a edição de colecionador do filme foi lançada em Blu-ray em 2021 pela Classicline.

## Sinopse
Elvira é uma anfitriã de um programa de baixo orçamento sobre filmes de terror, mas tudo pode mudar quando ela herda da até então desconhecida tia-avó Morgana, uma velha mansão em Fallwell, Massachusetts, uma pequena cidade. Ela quer vender a casa e ir para Las Vegas, mas encontra dois sérios problemas: o primeiro são os habitantes mais velhos da cidade, que ficam espantados com o modo de como ela se veste e se comporta, o segundo é Vicent Talbolt, que deseja obter de qualquer maneira um "livro de receitas" que também foi herdado por Elvira.

## Elenco
- Cassandra Peterson - Elvira / Tia Morgana Talbot
- W. Morgan Sheppard - Tio-avô Vincent Talbot
- Daniel Greene - Bob Redding
- Susan Kellermann - Patty
- Edie McClurg - Sra. Chastity Pariah
- Robert Benedetti - Sr. Calvin Cobb
- Kurt Fuller - Sr. Glotter
- Jeff Conaway - Travis
- William Duell - Lesley Meeker
- Pat Crawford Brown - Sra. Meeker
- Ellen Dunning - Robin Meeker
- Ira Heiden - Bo
- Tress MacNeille - Âncora mulher / Tia Morgana Talbot (voz)
- Frank Welker - Algonquin (voz)

## Recepção
No site agregador de críticas Rotten Tomatoes, 58% das 26 resenhas dos críticos são positivas. O consenso do site diz: "Uma comédia gótica, exagerada e obscena elevada pela persona icônica de Cassandra Peterson, mas desviada do curso por piadas de uma nota só, esta não é a melhor — nem a pior — introdução a Elvira, Mistress of the Dark."
O Metacritic, que usa uma média ponderada, atribuiu ao filme uma pontuação de 43 em 100, baseado em 5 críticos, indicando críticas "mistas ou médias".
Caryn James no The New York Times avaliou o filme com a nota 2/5 em 1988 dizendo que "existem apenas alguns momentos novos e engraçados."
Escrevendo para o The Washington Post em 1999, Richard Harrington disse que o filme é "uma diversão estúpida, uma roca e uma versão gótica de Pee-wee's Playhouse (...) [Elvira] cresceu e se tornou a Rainha dos [Filmes] B, mas depois de 96 minutos você pode começar a pensar com mais carinho nos clássicos dos anos 50 e 60 com os quais ela costuma intercalar."
Anthony Arrigo disse no Dread Central em 2020 que "Elvira conseguiu transformar uma personagem aparentemente oximorônica em um nome familiar, construída com sua aparência generosa, raciocínio rápido e carisma infatigável." Daniel Barnes disse em 2020 que "este veículo de uma nota joga ambigüidade e sutileza pela janela em favor de uma enxurrada de piadas sem graça." No Nashville Scene em 2021, Jason Shawhan disse que é "exagerado, espirituoso e sempre ansioso para empurrar os limites obscenos de uma classificação PG-13."
No Common Sense Media, Kat Halstead disse em 2024 que "pode cair na categoria 'tão ruim que é bom' (...) mas esta comédia de terror cult é mais inteligente do que parece à primeira vista."

## Prêmios e indicações
Cassandra Peterson recebeu uma indicação ao Framboesa de Ouro de Pior Atriz em 1989, perdendo para Liza Minnelli no filme Arthur 2: On the Rockse.

### Outras indicações
- Fantasporto

Melhor filme: 1990
- Prêmio Saturno

Melhor Atriz : Cassandra Peterson - 1990
- Framboesa de Ouro

Pior Atriz : Cassandra Peterson - 1988
- Stinkers Bad Movie Awards

Pior Imagem : 1988

## Sequência
Em 2001, The Elvira Movie Company e a MediaPro Pictures lançaram Elvira's Haunted Hills, com Peterson reprisado sua personagem no papel principal.

## Legado

### Anos 1990-2000: sequência
Peterson rapidamente vendeu o roteiro de uma sequência, mas ficou preso na burocracia quando a Carolco Pictures faliu. Ela seguiu com planos de estrelar uma sitcom, mas The Elvira Show de 1993 não garantiu uma vaga na programação da TV. Logo depois, ela anunciou o próximo Elvira vs. the Vampire Women, mas uma disputa contratual com Roger Corman impediu que o filme fosse produzido.
O roteiro de Elvira's Haunted Hills foi escrito no final dos anos 1990, mas depois de passar três anos tentando fazer com que Hollywood produzisse o projeto, ela e o então marido Mark Pierson decidiram financiá-lo sozinhos. Porém, as filmagens na Romênia foram cansativas e eles tiveram dificuldade em garantir a distribuição. Na mesma linha de Young Frankenstein, Haunted Hills imita os filmes de Roger Corman/Edgar Allan Poe dos anos 1960. Além da personagem Elvira, não há conexão direta entre os filmes, embora às vezes seja referido como uma prequela, uma vez que se passa mais de um século antes.

### 2010-presente: Netflix e Shudder
Antes de Mistress of the Dark, já havia planos de colocar Elvira em uma série animada, mas isso ainda não se materializou. Em 2019, Peterson lançou a ideia para a Netflix e a Shudder, que foram aprovadas. Mais ou menos na mesma época, a personagem fez sua primeira aparição no Scooby-Doo em Return to Zombie Island. Elvira voltou no ano seguinte com um papel crescente em Happy Halloween, Scooby-Doo!.
A experiência de Peterson com Scooby foi tão positiva que, depois de anos tentando produzir um terceiro filme, ela anunciou em 2020 que o próximo filme de Elvira provavelmente seria um longa-metragem de animação. Embora nenhum detalhe específico tenha sido lançado, um tratamento detalhado da história foi concluído.
No início de outubro de 2021, foi anunciado o especial de 40 anos de Elvira no canal do YouTube para o streaming da Shudder, com o vídeo "Burn Witch Burn". Ao longo do mês de outubro de 2021, Elvira apresentou o catálogo do filmes de terror no canal do YouTube da Netflix para o Dia das Bruxas, o Netflix & Chills Meet Dr. Elvira.